# Taraf de Haïdouks
Taraf de Haïdouks (en romanès: Taraful Haiducilor) és un grup de tipus taraf (una companyia de lăutari, músics tradicionals) romanès-gitano de Clejani, Romania, i un dels més destacats d'aquests grups en l'era post-comunista romanesa.
Tot i dir-se Taraful Haiducilor a Romania, a la resta del món occidental s'han conegut amb el nom que se'ls ha donat a les zones de parla francesa, on se'ls coneix com a Taraf de Haïdouks.

## Història
Els lăutari de Clejani són coneguts durant molt de temps per les seves habilitats musicals. Els primers enregistraments dels etnomusicòlegs al poble es van fer durant el període d'entreguerres. Speranţa Radulescu també va gravar enregistraments a Clejani el 1983 per a l'arxiu de "The Institute for Ethnography and Folklore". Els enregistraments es van fer en diverses configuracions. Durant l'era comunista, molts lăutari de Clejani també van ser emprats en els conjunts nacionals que tocaven música popular romanesa.
Entre els primers contactes a Occident es van incloure l'etnomusicòleg suís Laurent Aubert i els músics belgues Stéphane Karo i Michel Winter, dos fans que la música de la banda els va deixar prendre que van convertir-se en administradors, van portar el recentment anomenat "Taraf de Haïdouks" a Europa occidental i van ajudar a llançar la seva carrera internacional.
Des del llançament del seu primer disc el 1991, Taraf de Haïdouks ha estat considerat l'epítom de la vitalitat de la música romaní. El seu so polifònic incorpora instruments com el violí, el doble tambor, l'acordió, la flauta travessera, el cimbalom, el contrabaix i alguns instruments de vent. El grup ha fet gires a tot el món, ha llançat àlbums i DVD aclamats (vegeu més avall) i compta entre els seus fans amb el desaparegut Yehudi Menuhin, el Kronos Quartet (amb qui ha enregistrat i interpretat), l'actor Johnny Depp (al costat del qual va aparèixer el grup) a la pel·lícula The Man Who Cried), el dissenyador de moda Yohji Yamamoto (que va convidar a la banda a ser models-músics per als seus espectacles de París i Tòquio), el compositor Danny Elfman (que els va contractar per tocar per a la seva festa de 50 anys), i molts més. Mentrestant, els membres de la banda semblen haver estat relativament poc afectats per tot això, mantenint la seva forma de vida (encara viuen a Clejani, al camp de Valàquia).
El 2007, la banda va publicar el seu disc, Maskarada, en què reinterpretava i "re-gipsifica" peces de compositors clàssics del segle XX (com Bartók, Khachaturian i Kodály) que s'inspiraven del folklore nacional i sovint manllevaven d'estils gitanos.

## Membres
Alguns dels membres principals del grup:
- Nicolae Neacșu ("Culai"): violí, veu; nascut el 1924; mort al setembre de 2002 (78 anys)[2]
- Dumitru Baicu ("Cacurică"): cimbalom, veu; nascut el 1931; mort al setembre de 2007 (76 anys)[3]
- Ilie Iorga: veu; en realitat de Mârşă, prop de Clejani; nascut el 1928; mort al juny de 2012 (84 anys)
- Ion Manole ("Şaică" o "Boşorogu"): violí, veu; nascut el 1920; mort al maig del 2002 (82 anys)
- Gheorghe Anghel ("Caliu"): violí
- Gheorghe Fălcaru ("Fluierici"): flauta travessera, contrabaix; nascut el 1954; mort al setembre de 2016 (62 anys)
- Ionică Tănase: cimbalom
- Constantin Sandu ("Dinu"): cimbalom, veu
- Florea Pârvan: contrabaix
- Marin Sandu ("Țagoe"): acordió
- Paul Guiclea ("Pașalan"): veu, violí; nascut el 28.01.1932; mort al setembre de 2018 (86 anys)
- Marin Manole ("Marius"): acordió
- Constantin Lăutaru ("Costică Boieru"): violí, veu
- Viorel Vlad: contrabaix
- Robert Gheorghe: violí

## Discografia

### Llançat comercialment
- Musiques de Tziganes de Roumanie (Crammed Discs, 1991)
- Honourable Brigands, Magic Horses and Evil Eye (Crammed Discs, 1994)
- Dumbala Dumba (Crammed Discs, 1998)
- Taraf de Haïdouks (compilation released on Nonesuch Records, 1999)
- Band of Gypsies (Crammed Discs,2001)
- The Continuing Adventures Of Taraf de Haïdouks - Live at Union Chapel (CD+DVD, Crammed Discs, 2006)
- Maškaradǎ (Crammed Discs, 2007)
- Band of Gypsies 2, with Kočani Orkestar (Crammed Discs, 2011)
- Of Lovers, Gamblers and Parachute Skirts (Crammed Discs, 2015)

### Alliberat no comercialment
Abans que els Haïdouks s'organitzessin com a grup, molts d'ells eren enregistrats en un àlbum etnomusicològic:
- Musique des Tsiganes de Valachie; les lăutari de Clejani (1988) [OCORA 3149025011190]

Els següents àlbums van ser produïts per Fundaţia Alexandru Tzigara-Samurcas a Bucarest, en associació amb Euroart, el fons cultural del Departament d'Integració Europea del Ministeri de Cultura i Afers Religiosos de Romania.
- The End of the Millenium [sic] in the Romanian Village / Fin de Millénaire dans le Village Roumain / Sfârşit de mileniu în satul Românesc, una col·lecció d'enregistraments del 1989 al 97, publicada el 2000, amb notes en anglès, francès i romanès. Només alguns dels músics d'aquests enregistraments estan afiliats al taraf, però diversos, alguns d'altres pobles, han fet gires amb ells.
- Outlaws of Yore / Les 'Haïdouks' d'Autrefois, dos volums (etiquetats com a "I" i "II"), gravats al Museu del Camperol Romanès, Bucarest, març de 1991, publicat el 2001, amb veus d'acompanyament en anglès i francès.

### Artista col·laborador
- The Rough Guide to the Music of Eastern Europe (1999, World Music Network)

## Pel·lícula
Dues representacions del grup aparegudes a la pel·lícula francesa de 1993 Latcho Drom de Tony Gatlif. El 2001, Taraf va aparèixer a la pel·lícula de Sally Potter The Man Who Cried al costat de l'amic i fan Johnny Depp, Christina Ricci, Cate Blanchett i John Turturro. Van ser una de les cinc bandes gitanes que van aparèixer a la pel·lícula Gypsy Caravan (2007).